# Atla, delstaten Mexiko
Atla, även benämnd Tecuautitlán Atla, är en ort i Mexiko, tillhörande kommunen Axapusco i delstaten Mexiko, i den centrala delen av landet. Orten hade 590 invånare vid folkräkningen 2010.